# گل‌نشین‌واران
گل‌نشین‌واران (نام علمی: Xanthoidea) نام یک بالاخانواده از فروراسته خرچنگ است.